# Woodville, Alabama
Woodville là một thị trấn thuộc quận Jackson, tiểu bang Alabama, Hoa Kỳ. Dân số năm 2009 là 743 người, mật độ đạt 43 người/km².